# 290 (liczba)
290 (dwieście dziewięćdziesiąt) – liczba naturalna następująca po 289 i poprzedzająca 291.

## W matematyce
- 290 jest liczbą sfeniczną i sumą czterech kolejnych liczb pierwszych (67 + 71 + 73 + 79).
- Suma kwadratów dzielników liczby 17 wynosi 290.
- Jest to nie tylko liczba nietocjentna i niecotientna, ale także liczba nietykalna[1].
- 290 jest 16. członkiem ciągu Mian – Chowla; liczby tej nie można otrzymać jako sumy dowolnych dwóch poprzednich wyrazów ciągu.